# Templo de Jnum (Esna)
El templo de Jnum en Esna es un templo egipcio dedicado al culto de las divinidades Jnum, Heka y Neit.

## Historia

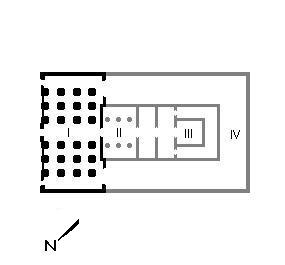
En negro: I: Sala hipóstila excavada
En gris: Parte del templo bajo tierra.
II: Sala hipóstila / III: Naos / IV: Galería.

La construcción de este templo comenzó bajo los reinados de Ptolomeo VI y Ptolomeo VIII, datando del siglo II a. C. y se terminó durante el dominio romano, bajo el gobierno de Claudio y luego de Marco Aurelio.
Fue visitado por Champollion en 1828. En la primera mitad del siglo XIX, la sala sirvió temporalmente como almacén de algodón.

## Características
Es notable por la belleza de su emplazamiento y la magnificencia de su arquitectura. Fue construido con piedra arenisca roja y su pórtico constaba de seis filas de cuatro columnas cada una, con capiteles de hojas de loto, todos diferentes entre sí. El templo contiene inscripciones jeroglíficas muy tardías, que datan del reinado de Decio (249-251).

## Excavaciones
Auguste Mariette excavó una parte del templo: la sala hipóstila, situada en la entrada, la última en construirse. Los textos e imágenes grabados brindan detalles de las prácticas religiosas locales; allí están inscritos himnos a Jnum.
La sala mide 33 × 16,5 metros. Tiene veinticuatro grandes columnas de trece metros de altura. El resto todavía está bajo tierra, bajo edificaciones, y sujeto a la crecida anual del Nilo.
El templo fue construido casi 9 metros bajo el nivel actual del suelo.

## Galería del templo de Jnum
|  |
|  |

|  |
|  |

|  |
|  |

|  |
|  |

|  |
|  |

|  |
|  |

|  |
|  |